# Rodrigo y Gabriela
Rodrigo y Gabriela is een Mexicaans gitaarduo met als handelsmerk een snel ritmisch en percussief klassiek gitaarspel. Het duo bestaat uit Rodrigo Sánchez, leadgitarist, en Gabriela Quintero, ritmisch gitarist. Ze komen oorspronkelijk uit Mexico-Stad, Mexico.

## Geschiedenis
De twee ontmoetten elkaar in een thrashmetalband, genaamd Tierra Acida. Gefrustreerd door het beperkte publiek dat ze bereikten met hun muziek, verhuisden ze naar Europa, waar ze werden geroemd om hun muzikaal talent.
Ze vestigden zich in Dublin, Ierland, nadat ze hoorden dat de muziekscene daar in volle bloei stond. Al spelend in verscheidene pubs en op straat konden ze zo hun eigen klank ontwikkelen. Hun grote doorbraak kwam er nadat Damien Rice hen aanspoorde en ondersteunde om deel te nemen aan het Iers muziekfestival Oxegen. In 2005 toerden ze doorheen heel het Verenigd Koninkrijk.
Het duo had al eerder drie albums uitgebracht - Foc, Live in Manchester and Dublin, and re-Foc - alvorens hun naamloze plaat Rodrigo y Gabriela op te nemen, geproduceerd door John Leckie. Die laatste kwam de Irish Albums Chart binnen op #1 en versloeg daarmee Arctic Monkeys en Johnny Cash van de eerste plaats. Het album werd internationaal uitgebracht op 13 maart 2006. Op Rodrigo y Gabriela staan onder meer covers van "Stairway to Heaven" van Led Zeppelin en "Orion" van Metallica. Het duo noemt Metallica als een van hun grootste muzikale invloeden, samen met andere heavymetalbands zoals Megadeth, Slayer, Testament en Overkill. De andere nummers op het album zijn origineel werk, geïnspireerd door de plaatsen waar ze ooit zijn geweest en de mensen die ze hebben ontmoet. Live in Japan werd uitgebracht op 20 oktober in het Verenigd Koninkrijk, bestaat uit 14 nummers en een bonus-dvd met daarop 5 video's.
Het duo maakt momenteel gebruik van handgemaakte gitaren gebouwd door Frank Tate.
Door een reportage over hen op MTV is hun populariteit in de VS immens gestegen.

## Discografie

### Albums
| Album met eventuele hitnotering(en) in de Nederlandse Album Top 100 | Datum van verschijnen | Datum van binnenkomst | Hoogste positie | Aantal weken | Opmerkingen                  |
| ------------------------------------------------------------------- | --------------------- | --------------------- | --------------- | ------------ | ---------------------------- |
| Foc                                                                 | 2001                  | -                     |                 |              |                              |
| Re-Foc                                                              | 2003                  | -                     |                 |              |                              |
| Live - Manchester & Dublin                                          | 2004                  | -                     |                 |              | livealbum                    |
| Rodrigo Y Gabriela                                                  | 21-12-2007            | -                     |                 |              |                              |
| Live in Japan                                                       | 2008                  | -                     |                 |              | livealbum                    |
| 11:11                                                               | 04-09-2009            | -                     |                 |              |                              |
| Pirates of the Caribbean: On Stranger Tides                         | 20-05-2011            | 21-05-2011            | 76              | 1            | met Hans Zimmer / Soundtrack |
| Live in France                                                      | 2012                  | 14-07-2012            | 96              | 1*           |                              |
| Area 52                                                             | 2012                  | 14-07-2012            | 72              | 1*           | met C.U.B.A.                 |
| Mettavolution                                                       | 26-04-2019            |                       |                 |              |                              |

| Album met hitnotering(en) in de Vlaamse Ultratop 200 albums | Datum van verschijnen | Datum van binnenkomst | Hoogste positie | Aantal weken | Opmerkingen                                            |
| ----------------------------------------------------------- | --------------------- | --------------------- | --------------- | ------------ | ------------------------------------------------------ |
| 11:11                                                       | 2009                  | 12-09-2009            | 12              | 19           |                                                        |
| Pirates of the Caribbean: On stranger tides                 | 2011                  | 21-05-2011            | 43              | 5            | met Hans Zimmer: Pirates of the Caribbean / Soundtrack |
| Area 52                                                     | 23-01-2012            | 28-01-2012            | 29              | 8            | met C.U.B.A.                                           |